# (357439) 2004 BL86

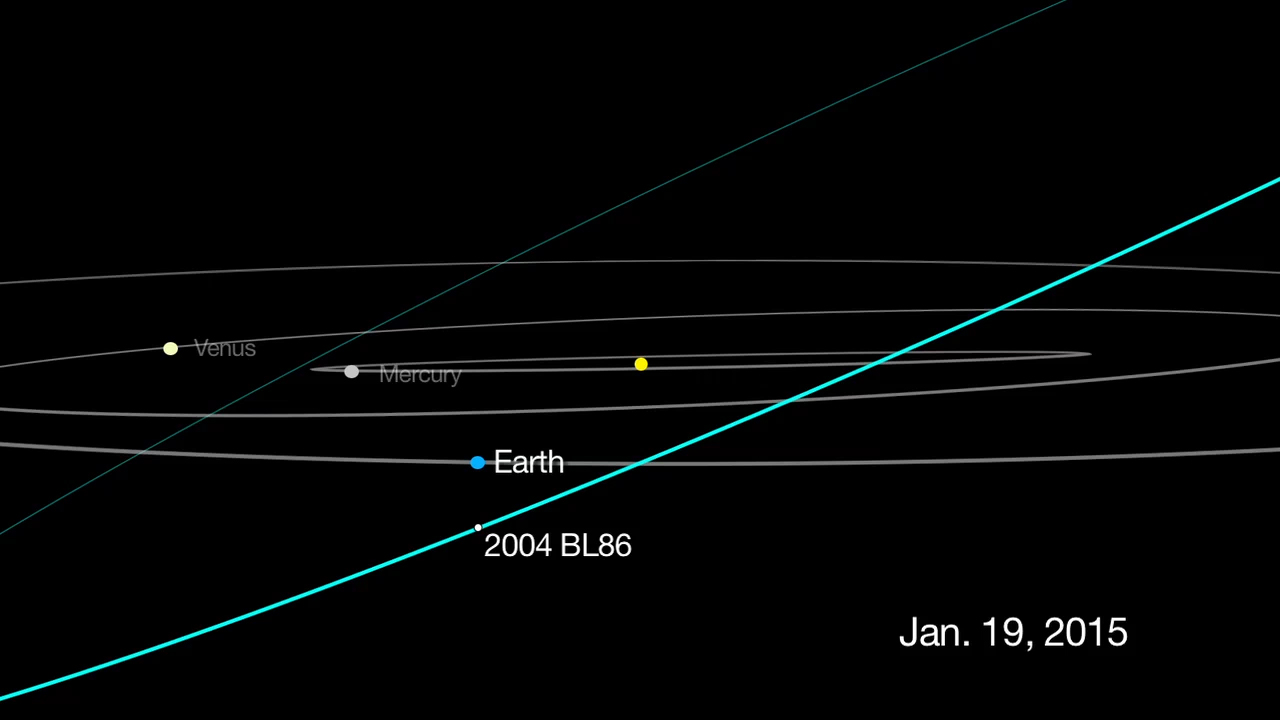
A 2004 BL86 pályája

A 2004 BL86 egy földközeli aszteroida, aminek átmérője nagyjából 500 m, 2015. január 26-án 16:20 UTC-kor 1,2 millió km-re haladt el a Föld mellett (ez 3,1 Föld-Hold távolság).
 Az aszteroidát 2004. január 30-án fedezték fel a Lincoln Near-Earth Asteroid Research program keretében.
Az aszteroida látszólagos fényessége ekkor 9 magnitúdó, és az égi egyenlítő közelében volt látható.
Az aszteroida megfigyeléséhez „GOTO” távcső szükséges (=ami az égbolt megadott pontját a saját mozgásával követi) a viszonylagos gyors mozgása miatt.
Nagyjából 200 évig az aszteroida nem lesz ilyen közelről látható. Észak-Amerika, Dél-Amerika, Európa és Afrika területén lévőknek volt lehetőségük a megfigyelésére.